# 314
314 (CCCXIV) var ett normalår som började en fredag i den julianska kalendern.

## Händelser

### Januari
- 31 januari – Sedan Miltiades har avlidit den 10 januari väljs Silvester I till påve.

### Augusti
- 30 augusti – På konciliet i Arles, bekräftar man att donatismen är kätteri och antar diverse andra kanoniska lagar.

### Oktober
- 8 oktober – Licinius blir besegrad av Konstantin den store i slaget vid Cibalae och förlorar allt sitt territorium i Europa.

### Okänt datum
- Konstantin avskaffar det 300-åriga praetoriangardet.
- På synoden i Ancyra bestämmer man, att det är synd att kontakta en trollkarl och att straffet blir fem års botgöring.
- Alexander blir patriark av Konstantinopel.

## Födda
- Libanios, grekisk sofist (född omkring detta år)

## Avlidna
- 10 januari – Miltiades, påve sedan 311
- Maximinus, romersk kejsare
- Metrophanes, patriark av Konstantinopel